# NGC 4285
NGC 4285 este o emission-line galaxy⁠(d) situată în constelația Fecioara. A fost descoperită în 6 mai 1886 de către Lewis A. Swift. Se află la o distanță de 97,72 de megaparseci de Pământ.